# Madeleine Akrich
Madeleine Akrich, née le 4 mars 1959 à Boulogne-Billancourt, est une sociologue française, directrice du Centre de sociologie de l'innovation (CSI) de Mines ParisTech de 2003 à 2013.

## Biographie
Ses travaux sont consacrés à la sociologie des techniques et s'inscrivent dans la perspective de la sociologie de l'acteur-réseau (aussi connue sous l'abréviation ANT (pour Actor-Network Theory) ou encore sociologie de la traduction) qu'elle a contribué à développer avec Michel Callon et Bruno Latour. Privilégiant l'analyse des usagers, elle s'est interrogée notamment sur les relations de ceux-ci avec les technologies. Elle s'est intéressée à la médecine obstétricale et, plus récemment, en collaboration avec Cécile Méadel, aux forums de discussions Internet portant sur le domaine de la santé.
Elle reçoit en 2016 la médaille d'argent du CNRS.

## Publications principales
- Madeleine Akrich, « Comment décrire les objets techniques? », Techniques et culture, no 9,‎ 1987, p. 49-64 (HAL halshs-00005830, lire en ligne [PDF])
- Madeleine Akrich, Laurent Bibard, Michel Callon (dir.) et al., Ces réseaux que la raison ignore, Paris, L'Harmattan, coll. « Logiques sociales », 1992 (ISBN 2-7384-1293-9)
- Madeleine Akrich (dir.), Coopération inter-entreprises et coordination socio-économique, Paris, Commissariat général du Plan, 1995 (ISBN 2-11-087416-3)
- Madeleine Akrich et Bernike Pasveer, Comment la naissance vient aux femmes : les techniques de l'accouchement en France et aux Pays-Bas, Le Plessis-Robinson, Synthélabo, coll. « Les Empêcheurs de penser en rond », 1996 (ISBN 2-908602-74-1)
- Madeleine Akrich et Françoise Laborie (dir.), De la contraception à l'enfantement : l'offre technologique en question, Paris ; Montréal (Québec), L'Harmattan, 1999 (ISBN 2-7384-8476-X)
- Madeleine Akrich, Philippe Jamet, Cécile Méadel, Vololona Rabeharisoa et Frédérique Vincent, La Griffe de l'ours : débats et controverses en environnement, Paris, Presses de l'École des Mines, 2002 (ISBN 9782911762390)
- Madeleine Akrich (dir.), Michel Callon (dir.) et Bruno Latour (dir.), Sociologie de la traduction : textes fondateurs, Paris, Presses des MINES, 2006 (ISBN 2-911762-75-4)
- Madeleine Akrich et Cécile Méadel, « De l'interaction à l'engagement : les collectifs électroniques, nouveaux militants dans le champ de la santé », Hermès, no 47,‎ 2007
- Madeleine Akrich, Cécile Méadel (dir.) et Vololona Rabeharisoa (dir.), Se mobiliser pour la santé : des associations s'expriment, Paris, Presses des Mines, 2009 (ISBN 9782356710031)

## Distinctions et récompenses
- Officier de l'ordre national du Mérite (2017)
- Médaille d'argent du CNRS (2016)